# Dmitri Kovaliov (remero)
Dmitri Alexándrovich Kovaliov (en ruso: Дмитрий Александрович Ковалëв; Kaluga, URSS, 27 de marzo de 1976) es un deportista ruso que compitió en remo. Ganó una medalla de bronce en el Campeonato Mundial de Remo de 1999, en la prueba de ocho con timonel.

## Palmarés internacional
| Campeonato Mundial | Campeonato Mundial      | Campeonato Mundial | Campeonato Mundial |
| Año                | Lugar                   | Medalla            | Prueba             |
| ------------------ | ----------------------- | ------------------ | ------------------ |
| 1999               | St. Catharines (Canadá) | Medalla de bronce  | Ocho con timonel   |